# Back Home: Roots of a New South Africa
Back Home: Roots of a New South Africa is een documentaire uit 2003 geregisseerd door Mark Kobler. De documentaire gaat over drie ex-gevangenen van Robbeneiland, de zwaar beveiligde gevangenis voor antiapartheidsstrijders in Zuid-Afrika. De personen keren terug naar de plaats die hun leven veranderde en die tevens een symbool voor een nieuw begin van Zuid-Afrika werd.
In Back Home: Roots of a New South Africa blikken drie ex-gevangenen terug op de Zuid-Afrikaanse geschiedenis. Zij keren terug naar het eiland om te wonen en te werken en vertellen over hun belevenissen en ervaringen als gevangenen op Robbeneiland.